# 亞布盧尼夫卡 (瓦爾基區)
49°51′0″N 35°43′19″E / 49.85000°N 35.72194°E
亞布盧尼夫卡（烏克蘭語：Яблунівка）是位於烏克蘭東部的村莊，由哈爾科夫州博霍杜希夫區的瓦爾基市鎮負責管轄。該村始建於十九世紀，面積0.85平方公里，海拔高度179米，2001年人口41，人口密度每平方公里48.2人。